# Улица Галиасгара Камала
Улица Галиасгара Камала (тат. Галиәсгар Камал урамы, Ğäliäsğär Kamal uramı) — улица в Вахитовском районе Казани. Названа в честь писателя и драматурга Галиасгара Камала (Галиасгар Галиакбарович Камалетдинов, 1879-1933).

## География
Пересекается со следующими  улицами:
- улица Лево-Булачная[вд]
- Улица Николая Столбова (Казань)
- Московская улица
- улица Габдуллы Тукая
- улица Нариманова
- Заводская улица[вд]
- Улица Карима Тинчурина (Казань)[вд]

Ближайшие параллельные улицы: Мартына Межлаука и Парижской Коммуны.

## История
Возникла не позднее 1-й половины XIX века. До революции 1917 года носила название Поперечно-Тихвинская улица и относилась ко 2-й полицейской части. В 1896 году улица была переименована в Фуксовскую, в честь Карла Фукса, ректора Императорского Казанского университета в 1823-1827 гг., дом которого находился на углу нынешних улиц Московской и Галиасгара Камала.
21 сентября 1939 года улице было присвоено современное название.

## Примечательные объекты
- № 1/48 — здание 2-й мужской гимназии[8].
- №б\н — дом Панфилова[9].
- угол улиц Г. Камала и Московской — дом Фукса[10].
- № 20/7 — дом, в котором в сентябре 1833 года остановился А.С. Пушкин[11].
- № 24 — здание школы. Первоначально в нём располагалась средняя школа № 5, а во время немецко-советской войны — эвакуационный госпиталь № 2783[12]. После войны в ней располагалась школа № 85 (в годы раздельного обучения — женская школа). Ныне здание занято Татарстанстатом.
- № 47 — жилой дом предприятия п/я 466 (КЭТЗ)[13].
- угол улиц Г. Камала и Г. Тукая — Султановская мечеть[10].